# Pierre Bajart
Pierre Bajart (9 maart 1914 - onbekend) was een Belgische atleet die gespecialiseerd was in de lange afstand en het veldlopen. Hij nam eenmaal deel aan de Olympische Spelen en veroverde twee Belgisch titels.

## Biografie
Bajart behaalde in 1936 de Belgische titel op de 10.000 m en werd op deze afstand geselecteerd voor de Olympische Spelen van Berlijn.  Daar werd hij uitgeschakeld in de reeksen.
In het veldlopen nam Bajart enkele keren deel aan de Landenprijs. Op de weg veroverde hij één Belgische titel op de “Grand Fond”.

### Clubs
Bajart was aangesloten bij SC Anderlecht.

## Belgische kampioenschappen
| Onderdeel  | Jaar |
| ---------- | ---- |
| 10.000 m   | 1936 |
| Grand Fond | 1938 |

## Persoonlijk record
| Onderdeel | Prestatie | Datum        | Plaats    |
| --------- | --------- | ------------ | --------- |
| 10.000 m  | 31.53,8   | 12 juli 1936 | Antwerpen |

## Palmares

### 10.000 m
- 1936:  BK AC – 31.53,8 (NR)
- 1936: deelname OS in Berlijn

### Grand Fond
- 1938:  BK Ninove-Anderlecht (21,7 km) – 1:10.30

### veldlopen
- 1934:  BK AC
- 1934: 16e Landenprijs in Ayr
- 1936:  BK AC
- 1936: 36e Landenprijs in Blackpool
- 1937: 21e Landenprijs in Stokkel
- 1938:  BK AC
- 1938: 18e Landenprijs in Belfast
- 1939: 38e Landenprijs in Cardiff